# Takanot Nikolsburg
Takanot Nikolsburg (hebrejsky תקנות ניקולשבורג‎) je název statut židovské obce v Mikulově. V oxfordské knihovně se zachoval rukopis takanot z roku 1720/21, který vznikl poté, co dřívější verze takanot vzaly za své při požáru Mikulova v roce 1719. K tomuto základu se v pozdějších desetiletích připojilo několik dodatků. Mikulovské takanot byly zapsány v hebrejštině s příměsí mnoha slov v jidiš.
Takanot obsahují především pravidla společných modliteb (§ 1–87), jež regulují zejména dobu scházení se k bohoslužbě, prodej práva předčítat z Tóry (prodej tzv. micvot), vybírání příspěvků do fondu cdaka a záležitosti svatby. Dále se mikulovské takanot věnují organizaci výuky (§ 88–98) a otázkám spjatých s učiteli (§ 89–103). Velký oddíl statut se zaobírá volbě představenstva obce: volebnímu právu (§ 104–113), vlastnostem kandidátů (§ 114–130) a volebnímu procesu samotnému (§ 131–192). Takanot řeší rovněž otázky majetkoprávní a obchodní (§ 193–229), pojednávají o problematice potulných žebráků (§ 230–232), vinobraní (§ 233–234) a oblečení (§ 235–237). Konečně se tyto takanot zabývají postupem při přijímání rabína a šocheta (§ 238–266) a vybírání daní (§ 267–286).
Pozdější dodatky se věnují především finančním záležitostem, například dani z hlavy nebo zpřísnění kontroly obecních výdajů.